# Fokus (stranka)
FOKUS - za Slovenijo s ciljem (krajše Fokus) je slovenska politična stranka, ki jo je s somišljeniki ustanovil predsednik Državnega sveta RS in podjetnik Marko Lotrič. Ustanovni kongres je potekal 18. januarja 2025  na Brdu pri Kranju, na njem je bil Lotrič izvoljen za predsednika stranke.

## Zgodovina
Ustanovitev svoje stranke je Lotrič prvič javno omenil jeseni 2024, ko je tudi začel z zbiranjem podpisov. Takrat je za najožje sodelavce pri projektu navedel podjetnika Igorja Akrapoviča in Marka Lukiča, sekretarko Državnega sveta Moniko Kirbiš Rojs in župana Žirovnice Leopolda Pogačarja.
13. januarja 2025 sta bila oznanjena logotip ter datum ustanovnega kongresa stranke. Slednji se je odvil v soboto, 18. januarja 2025 na Brdu pri Kranju, na katerem so predstavili program in izvolili organe stranke. Lotrič je v nagovoru izpostavil tradicionalne vrednote, prosti trg, podjetništvo in nižje davčne obremenitve ter poudaril, da se bodo ob »izogibanju ideološkim temam osredotočali na praktične rešitve.« 
Na kongresu so bili kot gostje prisotni tudi vidni politiki drugih strank: Aleš Hojs (podpredsednik SDS), Matej Tonin (predsednik NSi), Marko Balažic (predsednik SLS), Anže Logar (predsednik Demokratov), Janez Demšar (predsednik Konkretno) in Smiljan Mekicar (predsednik Dobre države).
Leta 2025 je stranka sodelovala v kampanji pred referendumom o dodatku k pokojnini kulturnikom, in sicer kot nasprotnica zakona.

## Organi stranke
- Predsednik stranke: Marko Lotrič
- Podpredsedniki stranke: TBA
- Predsednik sveta: TBA
- Generalna sekretarka: Monika Kirbiš Rojs
- Izvršilni odbor: 7 članov; Brane Bertoncelj, Janko Heričko, Miha Istenič, Marko Staroveški, Rok Šimenc, Marjetka Šmid, Matej Tušak
- Nadzorni odbor: 5 članov; Jernej Bortolato, Ksenija Goričan, Anica Heričko, Simona Laznik, Štefan Lotrič
- Svet stranke: 21 članov